# Spöl
Der Spöl (dt. und rät., im italienischen Sprachraum Spöl  oder Spol geschrieben und früher Aqua Granda genannt) ist ein 42 Kilometer langer Fluss in Italien und in der Schweiz. Sein Tal wird auf Rätoromanisch Val dal Spöl genannt.

## Verlauf
Der Spöl entspringt knapp auf Schweizer Territorium im Val Ursera oberhalb der Forcola di Livigno in den westlichen Livigno-Alpen, fliesst durch Livigno und mündet bei Zernez in den Inn. Auf diesem Weg durchquert er die Stauseen Lago di Livigno und Lai dad Ova Spin und fliesst teilweise auf dem Gebiet des Schweizer Nationalparks.
Der Oberlauf verläuft im breiten, teilweise ebenen Talboden eines von eiszeitlichen Gletschern geformten Trogtales, wogegen die zweite Hälfte seines Laufes nahezu ausschliesslich in unwegsamen Schluchten verläuft. Das obere Tal mit der lang gestreckten Ortschaft Livigno war seit jeher über die leicht passierbare Forcola di Livigno von Süden wesentlich einfacher zu erreichen als vom Inntal her, was sich auch in der Zugehörigkeit des oberen Tals zu Italien ausdrückt. Über die steilen nördlichen Talhänge des Unterlaufes führt die Ofenpass-Strasse nach Osten zum Val Müstair und nach Südtirol.

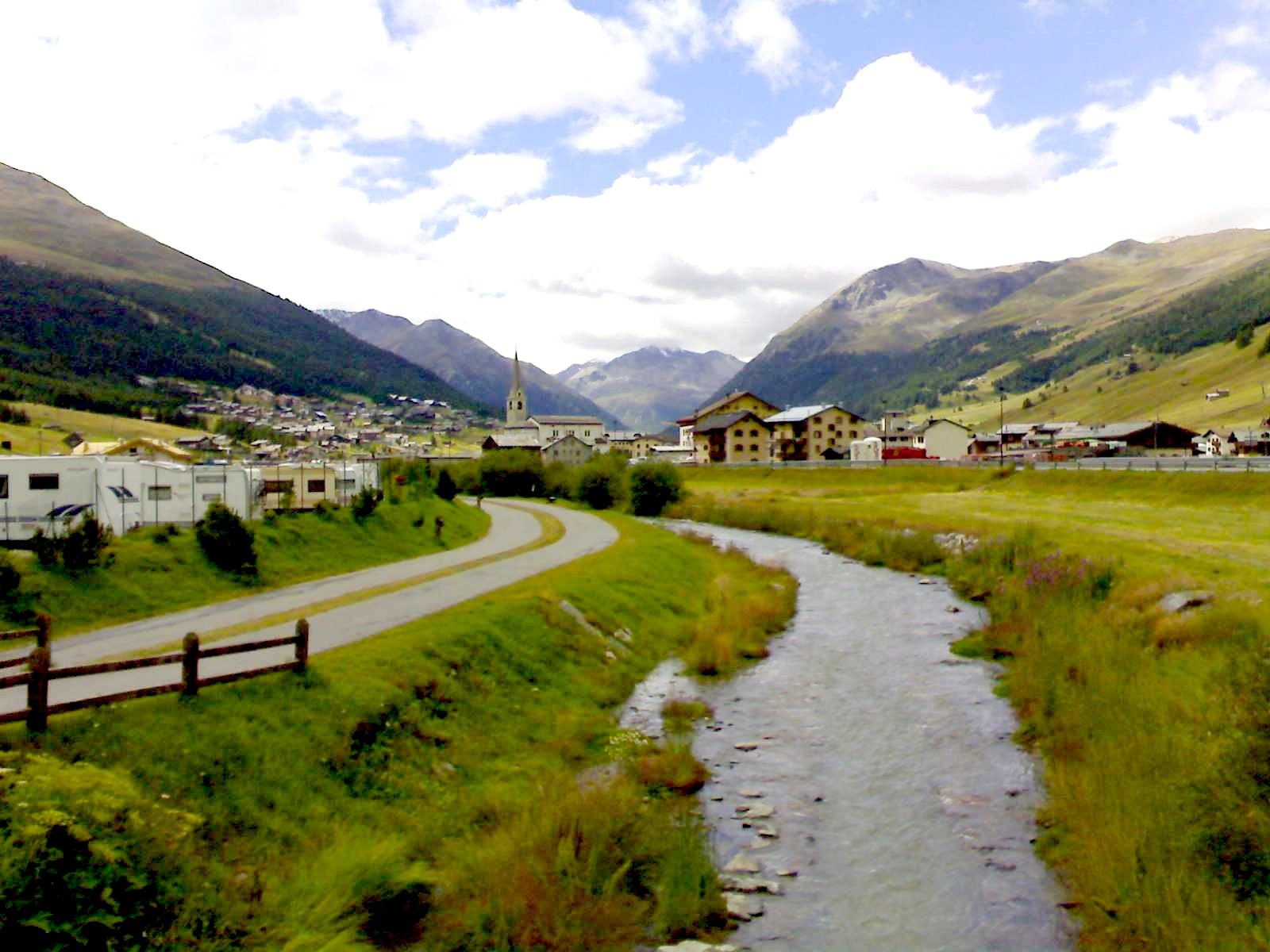
Der Spöl bei Livigno
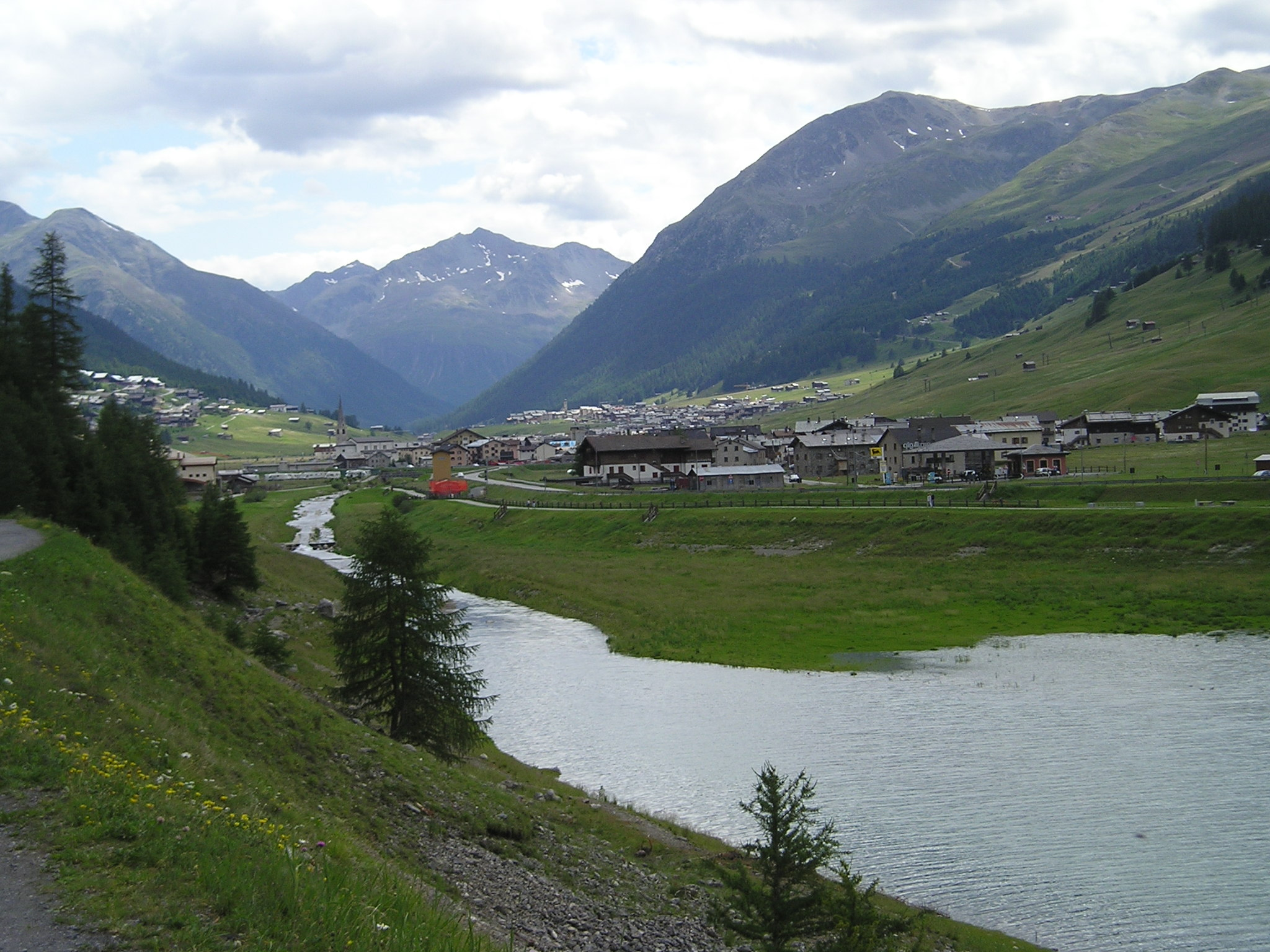
Einmündung des Spöl in den Lago di Livigno, bei Livigno, Blick nach Süden
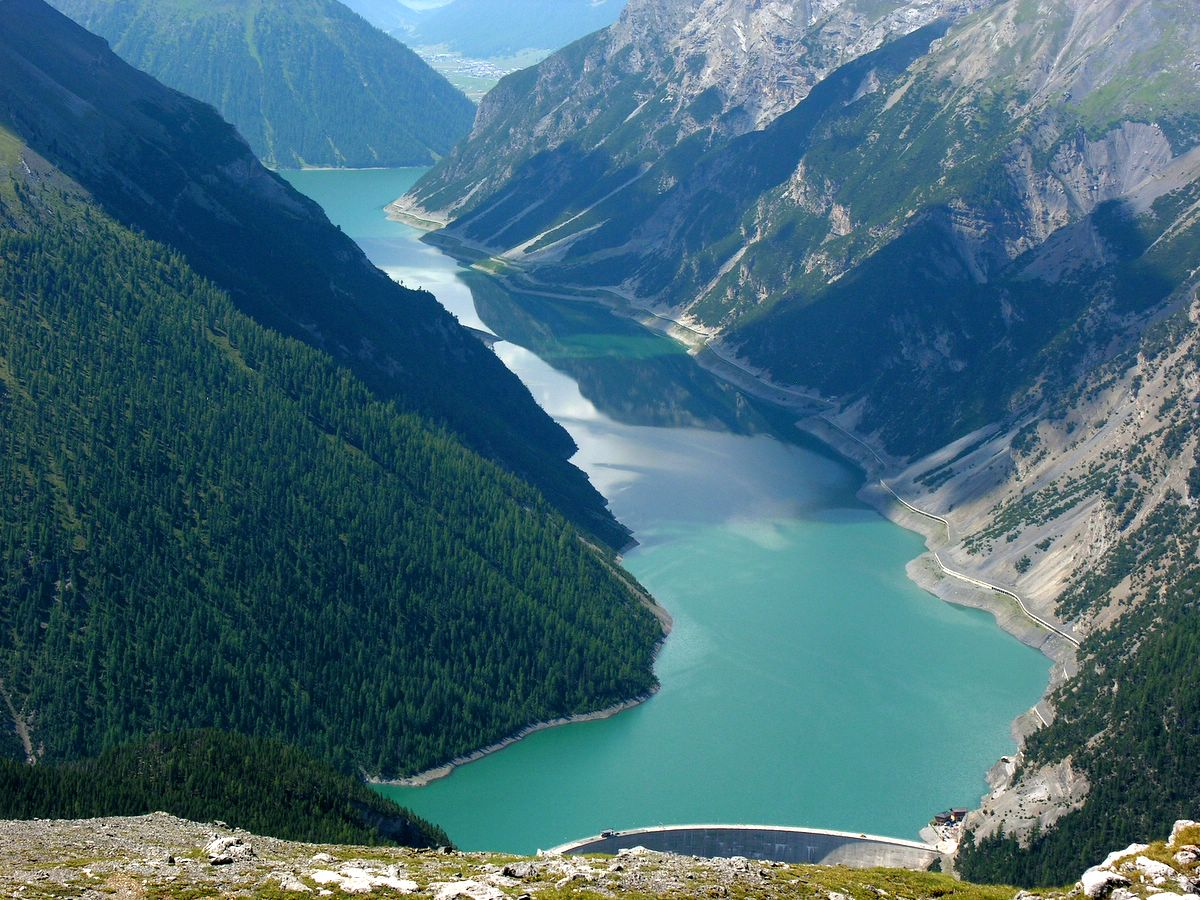
Lago di Livigno
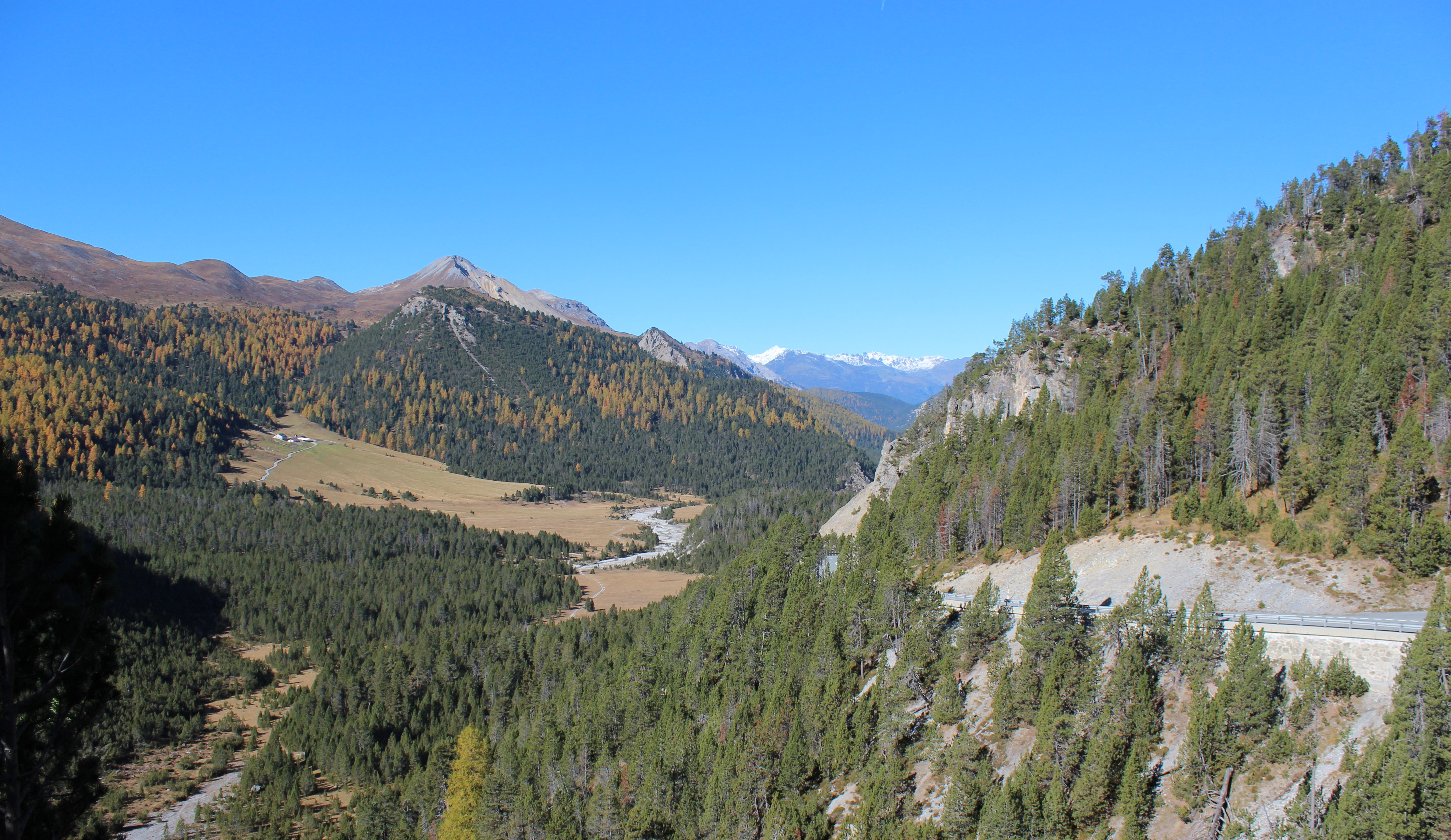
Ova dal Fuorn, rechter Nebenfluss des Spöl, unterhalb des Ofenpasses, mit Alp Buffalora
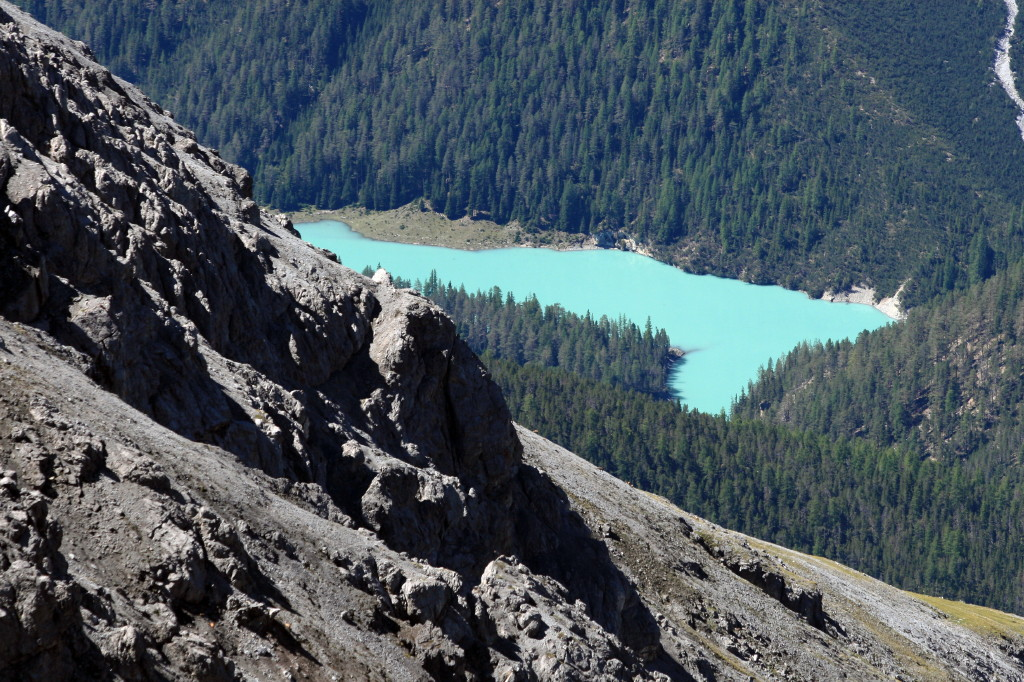
Lai dad Ova Spin, von den Hängen des Piz Laschadurella aus gesehen
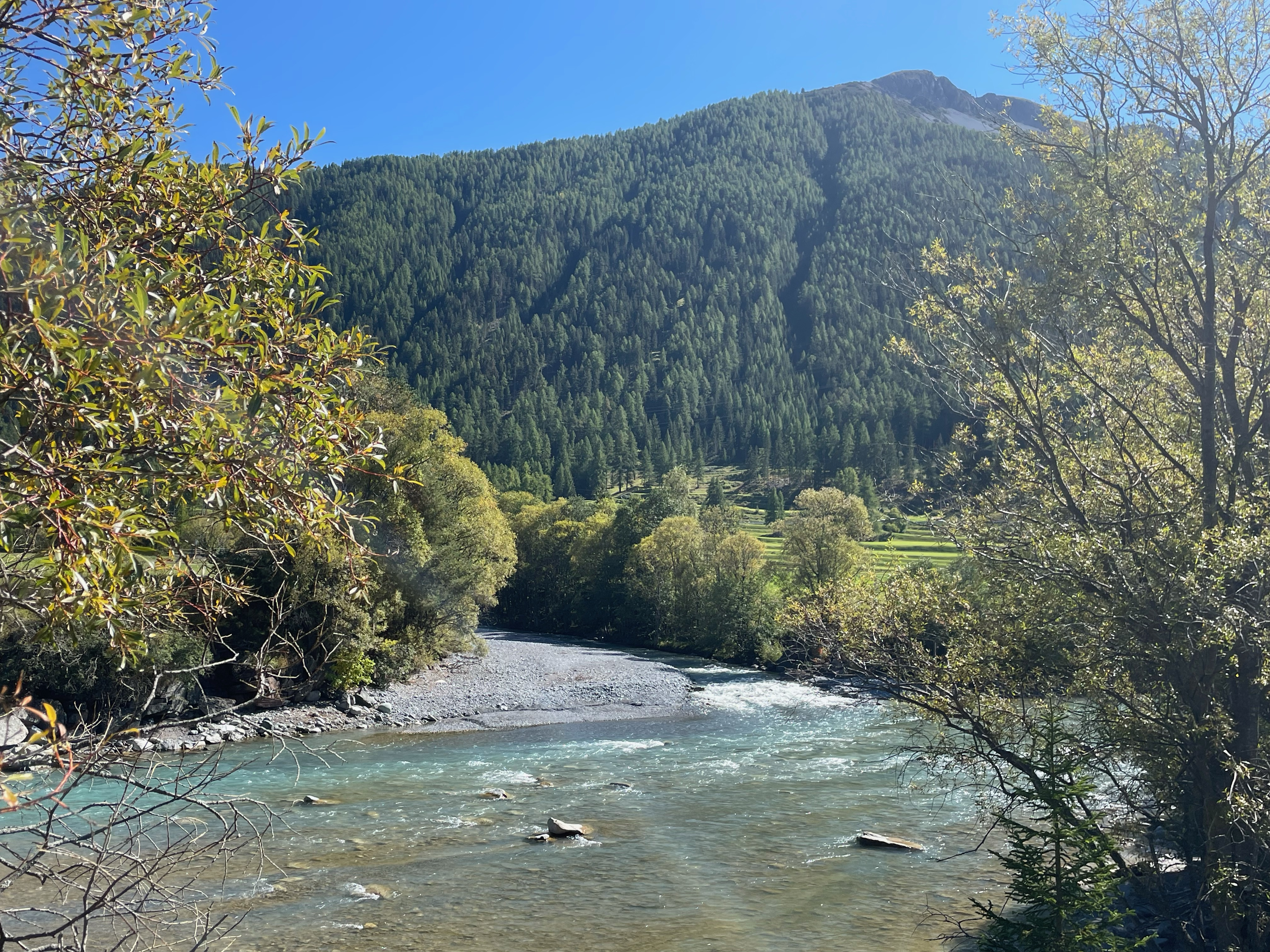
Mündung in den Inn
Val da Spöl. Historisches Luftbild von Werner Friedli (1954)

## Verschmutzungen

### Schlammflut im Mai 2013
Durch einen Zwischenfall bei den Engadiner Kraftwerken, verstärkt durch den aussergewöhnlich tiefen Wasserstand im Lago di Livigno, wurde am 30. März 2013 der Spöl-Bach unterhalb der Staumauer Punt dal Gall bis zum Ausgleichsbecken Ova Spin auf einer Länge von etwa sechs Kilometern mit Schlamm zugedeckt. Tausende von Bachforellen und andere Wasserlebewesen verendeten. Im oberen Drittel der betroffenen Strecke kamen praktisch alle Tiere um, während weiter unten einige Tiere sich in Seitenbäche oder in den Lai dad Ova Spin retten konnten.
Mittels eines künstlichen Hochwassers wurde das Bachbett im folgenden Sommer vom Schlamm befreit. Solche Hochwasser wurden seit dem Jahr 2000 zwei Mal jährlich veranlasst, um die verfestigte Bachsohle aufzulockern und den Forellen einen geeigneten Untergrund zum Laichen zu schaffen. Etwas mehr als ein Jahr nach dem Zwischenfall hatte sich die Bachforellenpopulation wieder deutlich erholt, war aber noch immer nur halb so gross wie vor dem Fischsterben.

### PCB-Verseuchung vom Herbst 2016
Im Herbst 2016 gelangte aus der Staumauer Punt dal Gall das Korrosionsschutzmittel PCB in den Spöl. Über eine umfassende Sanierung der Spöl wird mit Stand 2021 immer noch gestritten.
Im September 2020 wurde bei einem toten Uhu im Nationalpark eine tausendfach höhere PCB-Belastung festgestellt, als es bei einem Menschen üblich ist. Dies lässt darauf schliessen, dass die ganze Nahrungskette verseucht ist. Naturschutzorganisationen fordern deshalb die Sanierung des gesamten oberen Spöls auf einer Länge von 5,75 Kilometern und nicht nur der ersten 2,9 Kilometer, die der Kanton Graubünden in seiner Sanierungsverfügung bewilligt hat. Mit einem Siebverfahren soll das Sediment bis in eine Tiefe von 50 Zentimeter vom PCB befreit werden. Die Sanierung dürfte etwa zwei Jahre dauern. Im Jahr 2024 einigte man sich auf die Art und Weise der Reinigung des Spöl. Die Reinigung soll 2026 beginnen, zehn Jahre nach der Verunreinigung.